# Bombus tunicatus
Bombus tunicatus (saknar svenskt namn) är en insekt i överfamiljen bin (Apoidea) och släktet humlor (Bombus) som lever i Centralasien.

## Beskrivning
Arten har svart huvud och vit mellankropp med ett svart band mellan vingfästena. Bandet kan ha inlagring av ljusa hår i ytterdelarna, och även vara reducerat till en liten, central fläck med en blandning av svarta och ljusa hår. Bakkroppen är normalt randig i (framifrån räknat) vitt, svart och rött. De olika fältens storlek varierar, över huvud taget finns stora variationer. Drottningen kan ha främsta bakkroppssegmentet vitt och nästa chokladbrunt, så bakkroppen blir randig i vitt, brunt, svart och rött; å andra sidan kan hon helt sakna vitt på bakkroppen och bara vara randig i svart och rött. I så fall har hon i regel mer svart på mellankroppen, så att hela bakre hälften är svart. Det förekommer också att bakkroppsspetsen är mörkare eller helt svart.

## Ekologi
Bombus tunicatus lever i alpin barrskog på höjder mellan 1 900 och 4 100 m (se dock under utbredning). Vanliga näringsväxter är ranunkelväxter [som stormhattar), ärtväxter (lupiner), balsaminväxter (jättebalsamin), korgblommiga växter (tistlar), gentianaväxter (Swertia petiolata), flenörtsväxter, akantusväxter samt kransblommiga växter (exempelvis syskor).

## Utbredning
Bombus tunicatus finns i Centralasien från Afghanistan, Nepal och Indien (främst i Himalaya, men ett fynd på slättlandet nära Calcutta (1926) är känt.